# Kryptering
Kryptering er et område inden for kryptologien, der beskæftiger sig med hemmeligholdelse af information, der kan opsnappes af en tredjepart. Den omfatter bl.a. hemmeligholdelse under transmission over en ikke-sikker kommunikationskanal (f.eks. e-mails eller internet-kommunikation), samt sikring af data (f.eks. filer på en computer, der kan blive stjålet eller hacket).
Kryptering refererer også til den proces, der omdanner den oprindelige information til information, der er ulæselig for trediepart. Dekryptering refererer til den modsatte proces. I praksis sker dette ved, at informationen ved hjælp af en krypteringsalgoritme omdannes til information, der ideelt set er ulæselig for tredjepart. Chifferteksten transmitteres derefter til modtageren, der omdanner chifferteksten tilbage til den oprindelige klartekst. Kryptering forveksles ofte med kodning, der teknisk set er noget andet end kryptering.
Der findes grundlæggende to slags kryptering. En kode, hvor hele sætninger, ord og stavelser omsættes til et kodeord (koden kan da blive meget omfattende, men kunne spare en del på f.eks. en telegrafregning) og chifferskrift, hvor man ændrer teksten tegn for tegn (evt. flere tegn ad gangen) til andre tegn. En kode var ofte suppleret med en chiffer. En chiffer kan virke ved substitution eller transposition (rækkefølgen af tegnene ændres). De enkleste (og de enkleste at bryde) er de monoalfabetiske chifre, sværere er de polyalfabetiske chifre. Kode, substitution og transposition kan kombineres for at gøre brydningen sværere for uvedkommende. Koder har også været brugt udelukkende for at spare på telegrafomkostningerne. 
Det er forskellige former for kryptering, der hver især er passende til forskellige situationer. En god idé er normalt at vælge en krypteringsform, hvor selve dekrypteringen (uden krypteringsnøglen) for en tredjepart vil kræve mere, end hvad informationerne er værd.
Under Anden verdenskrig benyttede Nazi-Tyskland Enigma, til at kryptere f.eks. kommunikation med u-både.
Beslægtet med kryptering er steganografi, hvor man forsøger at skjule meddelelsen i en uskyldigt udseende meddelelse eller lignende. 

## Eksterne links
- SECOQC, et Europeiskt prosjekt for å utvikle kvantekryptering  Arkiveret 27. september 2007 hos  Wayback Machine
- Tom McCune's PGP Page Arkiveret 15. august 2006 hos  Wayback Machine
- Fencry ASCII text scrambler – Et gratis krypteringsprogram. Kræver Windows

 Der er for få eller ingen kildehenvisninger i denne artikel, hvilket er et problem. Du kan hjælpe ved at angive troværdige kilder til de påstande, som fremføres i artiklen.